# Arne Anka
Arne Anka és una tira còmica sueca dibuixada per Charlie Christensen sota el pseudònim Alexander Barks des de 1983 fins a 1995 i represa el 2004. El personatge protagonista, Arne Anka és un ànec antropomòrfic amb una semblança física amb l'Ànec Donald (que és anomenat Kalle Anka en Suec). La semblança amb Donald és només física i la trama de les historietes dels personatges poc tenen a veure; els còmics d'Arne Anka sovint tenen lloc a un bar, Zeke, on Arne s'emborratxa mentre cínicament xerra sobre la societat i l'actualitat, normalment companyat pel seu amic, Krille Krokodil, un cocodril.
Charlie Christensen utilitza els seus amics com inspiració pels personatges i guions d'Arne Anka. Un dels seus amics ha dit que ell a vegades s'adona que Charlie Christensen fa una mirada particular en alguna situació, per a descobrir unes quantes setmanes més tard que la frase que en eixe moment va dir ha aparegut a la tira còmica.
El 1995, Arne Anka es va representar com una obra de teatre a Estocolm, guionitzada pel mateix Christensen, i que s'anomenà "Arne Anka - en afton på Zekes" ("Arne Anka - una nit a Zeke "). Robert Gustafsson feia d'Arne.

## L'amenaça de Disney
A començament dels anys 90, The Walt Disney Company va amenaçar de demandar l'autor, Charlie Christensen, a causa de la similitud d'Arne Anka amb l'Ànec Donald. Com a resposta, Charlie Christensen va dibuixar una historieta al voltant d'Arne fingint la seva pròpia mort, per tal de fer-se cirurgia plàstica al bec de manera secreta. Arne retornava llavors amb un bec nou, puntegut, i el pseudònim de l'autor Alexander Barks era canviat a Alexander X.
Tanmateix, després d'una temporada, en altra historieta Arne se n'anava a una botiga de disfresses per comprar un bec postís, exactament igual que l'original. Aquest bec nou es va dibuixar amb una petita goma elàstica fins que es va arxivar l'amenaça de demanda.

## Tornada
El desembre de 2004, Arne tornava a aparèixer a un còmic, concretament la nova sèrie de Christensen, Konrad K (ara reanomenada Arne Anka & Konrad K, car Arne Anka ha esdevingut, de nou, el protagonista de la sèrie). La sèrie es publica al diari mensual suec Dagens Arbete. En aquesta nova etapa, Arne està divorciat, té tres fills i és tan cínic i està tan deprimit com abans.